# Hieracium fastuosum
Hieracium fastuosum es una especie de planta con flor del género Hieracium, de la familia Asteraceae, orden Asterales.

## Distribución
Hieracium fastuosum se distribuye por Italia y Austria.

## Taxonomía
Fue descrita científicamente por Zahn.
Tratamiento taxonómico
La especie aparece registrada y publicada en W.D.J.Koch, Syn. Deut. Schweiz. Fl.